# Чита ди Кастело
Чита̀ ди Кастѐло (на италиански: Città di Castello) е град и община в Централна Италия.

## География
Град Чита ди Кастело се намира в област (регион) Умбрия на провинция Перуджа. Разположен е в горното течение на река Тевере. Има ЖП гара. На 46 километра южно от града се намира провинциалният център Перуджа. На около 25 километра на запад е град Арецо. Населението му е 40 303 жители по данни от преброяването през 2008 година.

## История
Първите заселници на мястото на днешния град са били етруските. През 89 година. става селище на римляните. През шести век получава статут на град при остготите.

## Архитектурни забележителности
- Църквата „Сан Франческо“ от XIII век
- Църквата „Сан Доменико“ от XV век
- Музеят (Museo del Duomo)
- Театърът

## Икономика
Основен отрасъл в икономиката на града е туризмът.

## Събития
- Музикалният фестивал на народите (Festival delle Nazioni di Città di Castello), който се провежда ежегодно през август и септември.

## Спорт
На 1 юни 1991 година в Чита ди Кастело финишира седмият етап на колоездачната обиколка на Италия. Победител е Марио Чиполини.

## Личности
Родени
- Антонио Мария Абатини (1595 – 1679), италиански композитор
- Моника Белучи (р. 1964), италианска киноактриса
- Алберто Бури (1915 – 1995), италиански художник и скулптор
- Катрано Катрани (1910 – 1974), аржентински кинорежисьор, сценарист и артист от италиански произход
- Микеле Брави (р. 1994), италиански певец

## Побратимени градове
- Жуе-ле-Тур, Франция
- Кишинев, Молдова
- Сигишоара, Румъния